# Springer-/Werfer-Länderkampf der Männer 1974 BR Deutschland – Finnland – Polen
| 5. Leichtathletik-Länderkampf mit bundesdeutscher Beteiligung 1974      | 5. Leichtathletik-Länderkampf mit bundesdeutscher Beteiligung 1974 |
| ----------------------------------------------------------------------- | ------------------------------------------------------------------ |
|                                                                         |                                                                    |
| Springer/Werfer-Vergleich der Männer: BR Deutschland – Finnland – Polen |                                                                    |
| Austragungsort                                                          | Kassel                                                             |
| Wettbewerbe                                                             | 8                                                                  |
| Datum                                                                   | 8. Juni                                                            |
| 1. FIN 2. FRG 3. POL                                                    | 217 Punkte 215 Punkte 196 Punkte                                   |
| Chronik                                                                 |                                                                    |
| ← FRG-NLD-SUI Str'lauf (M)                                              | ROU-FRG/FRG-GBR/00 FRG-ITA (F) →                                   |

Im fünften Vergleich des Länderkampfjahres 1974 gab es einen Länderkampf, den alleine die Springer und Werfer austrugen. Diesmal waren die Männer an der Reihe, die am 8. Juni in Kassel auf Finnland und Polen trafen. Im Vorjahr hatte es diese Begegnung bereits einmal gegeben, als in Helsinki Finnland gewonnen hatte. In diesem Jahr kam als dritte Nation Polen dazu.

## Wettbewerbe und Modus
Ausgetragen wurden die acht Wettbewerbe des olympischen Programms. Je Land und Wettbewerb waren diesmal vier Teilnehmer am Start. Die Punkte wurden nach folgendem System vergeben: 1. Platz: 13 P / 2. Pl Pl.: 11 P. / 3 Pl.: 10 P. / 4. Pl.: 9 P. / 5. Pl.: 8 P. / …

## Ergebnis
In den Sprungwettbewerben gingen alle vier Einzelsiege an Polen. Auch in den Disziplinwertungen lag Polen hier zwei Mal vorn. Die Bundesrepublik verbuchte einen Disziplingewinn, einen weiteren teilten sich Polen und Finnland. Im Bereich Wurf/Stoß errang Finnland drei Einzelerfolge, die Bundesrepublik einen. Die Disziplinwertungen teilten sich mit je zwei Siegen die finnischen und die bundesdeutschen Sportler. In der Endabrechnung des Länderkampfs führten die Punktsummen der einzelnen Länder zu einem sehr knappen Erfolg für Finnland. Mit 217 Punkten gewannen sie mit einem Vorsprung von gerade einmal zwei Punkten vor ihren bundesdeutschen Kontrahenten. Polen wurde mit 196 Punkten Dritter.

## Legende
Kurze Übersicht zur Bedeutung der Symbolik – so üblicherweise auch in sonstigen Veröffentlichungen verwendet:
| NMH | keine Höhe (No Mark)  |
| ogV | ohne gültigen Versuch |

### Hochsprung
| Platz | Athlet              | Land | Höhe (m) | Länderkampfwertung   | Länderkampfwertung |
| ----- | ------------------- | ---- | -------- | -------------------- | ------------------ |
| 01    | Jacek Wszoła        | POL  | 2,20     | 1. FIN 1. POL 3. FRG | 28 P 23 P          |
| 02    | Harri Sundell       | FIN  | 2,11     | 1. FIN 1. POL 3. FRG | 28 P 23 P          |
| 03    | Asko Pesonen        | FIN  | 2,08     | 1. FIN 1. POL 3. FRG | 28 P 23 P          |
| 04    | Jürgen Lichtenberg  | FRG  | 2,08     | 1. FIN 1. POL 3. FRG | 28 P 23 P          |
| 04    | Wolfgang Bachl      | FRG  | 2,08     | 1. FIN 1. POL 3. FRG | 28 P 23 P          |
| 06    | Wlodzimierz Perka   | POL  | 2,08     | 1. FIN 1. POL 3. FRG | 28 P 23 P          |
| 07    | Janusz Bialogrodzki | POL  | 2,08     | 1. FIN 1. POL 3. FRG | 28 P 23 P          |
| 08    | Walter Boller       | FRG  | 2,05     | 1. FIN 1. POL 3. FRG | 28 P 23 P          |
| 09    | Lasse Viskari       | FIN  | 2,05     | 1. FIN 1. POL 3. FRG | 28 P 23 P          |
| 10    | Juha Porkka         | FIN  | 2,00     | 1. FIN 1. POL 3. FRG | 28 P 23 P          |
| 11    | Jerzy Nowak         | POL  | 1,95     | 1. FIN 1. POL 3. FRG | 28 P 23 P          |
| 12    | Theo Walpurgis      | FRG  | 1,95     | 1. FIN 1. POL 3. FRG | 28 P 23 P          |

### Stabhochsprung
| Platz | Athlet                | Land | Höhe (m) | Länderkampfwertung   | Länderkampfwertung |
| ----- | --------------------- | ---- | -------- | -------------------- | ------------------ |
| 01    | Władysław Kozakiewicz | POL  | 5,20     | 1. POL 2. FIN 3. FRG | 31 P 25 P 20 P     |
| 02    | Antti Kalliomäki      | FIN  | 5,20     | 1. POL 2. FIN 3. FRG | 31 P 25 P 20 P     |
| 03    | Wojciech Buciarski    | POL  | 5,10     | 1. POL 2. FIN 3. FRG | 31 P 25 P 20 P     |
| 04    | Volker Ohl            | FRG  | 5,00     | 1. POL 2. FIN 3. FRG | 31 P 25 P 20 P     |
| 05    | Tadeusz Ślusarski     | POL  | 5,00     | 1. POL 2. FIN 3. FRG | 31 P 25 P 20 P     |
| 06    | Theo Walpurgis        | FRG  | 4,90     | 1. POL 2. FIN 3. FRG | 31 P 25 P 20 P     |
| 07    | Unto Siö              | FIN  | 4,80     | 1. POL 2. FIN 3. FRG | 31 P 25 P 20 P     |
| 08    | Vehli Aartolahti      | FIN  | 4,60     | 1. POL 2. FIN 3. FRG | 31 P 25 P 20 P     |
| 09    | Wolfgang Mohr         | FRG  | 4,60     | 1. POL 2. FIN 3. FRG | 31 P 25 P 20 P     |
| 10    | Kimmo Jokivartio      | FIN  | 4,40     | 1. POL 2. FIN 3. FRG | 31 P 25 P 20 P     |
| NMH   | Romuald Murawski      | POL  | ogV      | 1. POL 2. FIN 3. FRG | 31 P 25 P 20 P     |
| NMH   | Heinz Busche          | FRG  | ogV      | 1. POL 2. FIN 3. FRG | 31 P 25 P 20 P     |

### Weitsprung
| Platz | Athlet               | Land | Weite (m) | Länderkampfwertung   | Länderkampfwertung |
| ----- | -------------------- | ---- | --------- | -------------------- | ------------------ |
| 01    | Grzegorz Cybulski    | POL  | 7,91      | 1. FRG 2. POL 3. FIN | 35 P 28 P 16 P     |
| 02    | Joachim Busse        | FRG  | 7,81      | 1. FRG 2. POL 3. FIN | 35 P 28 P 16 P     |
| 03    | Hans Schicker        | FRG  | 7,79      | 1. FRG 2. POL 3. FIN | 35 P 28 P 16 P     |
| 04    | Stanisław Szudrowicz | POL  | 7,67      | 1. FRG 2. POL 3. FIN | 35 P 28 P 16 P     |
| 05    | Ulrich Köwring       | FRG  | 7,67      | 1. FRG 2. POL 3. FIN | 35 P 28 P 16 P     |
| 06    | Tapani Taavitsainen  | FIN  | 7,65      | 1. FRG 2. POL 3. FIN | 35 P 28 P 16 P     |
| 07    | Andreas Gloerfeld    | FRG  | 7,63      | 1. FRG 2. POL 3. FIN | 35 P 28 P 16 P     |
| 08    | Jerzy Miedzialek     | POL  | 7,59      | 1. FRG 2. POL 3. FIN | 35 P 28 P 16 P     |
| 09    | Kari Palmen          | FIN  | 7,56      | 1. FRG 2. POL 3. FIN | 35 P 28 P 16 P     |
| 10    | Heikki Mattila       | FIN  | 7,55      | 1. FRG 2. POL 3. FIN | 35 P 28 P 16 P     |
| 11    | Reife Toivonen       | FIN  | 7,59      | 1. FRG 2. POL 3. FIN | 35 P 28 P 16 P     |
| 12    | Zbigniew Beta        | POL  | 7,11      | 1. FRG 2. POL 3. FIN | 35 P 28 P 16 P     |

### Dreisprung
| Platz | Athlet              | Land | Weite (m) | Länderkampfwertung   | Länderkampfwertung |
| ----- | ------------------- | ---- | --------- | -------------------- | ------------------ |
| 01    | Michał Joachimowski | POL  | 16,57     | 1. POL 2. FIN 3. FRG | 43 P 22 P 14 P     |
| 02    | Ryszard Garnys      | POL  | 16,43     | 1. POL 2. FIN 3. FRG | 43 P 22 P 14 P     |
| 03    | Andrzej Sontag      | POL  | 16,41     | 1. POL 2. FIN 3. FRG | 43 P 22 P 14 P     |
| 04    | Adam Adamek         | POL  | 16,26     | 1. POL 2. FIN 3. FRG | 43 P 22 P 14 P     |
| 05    | Juhani Mäki-Maunus  | FIN  | 16,26     | 1. POL 2. FIN 3. FRG | 43 P 22 P 14 P     |
| 06    | Pentti Kuukasiärvi  | FIN  | 16,07     | 1. POL 2. FIN 3. FRG | 43 P 22 P 14 P     |
| 07    | Richard Kick        | FRG  | 15,74     | 1. POL 2. FIN 3. FRG | 43 P 22 P 14 P     |
| 08    | Ludwig Franz        | FRG  | 15,51     | 1. POL 2. FIN 3. FRG | 43 P 22 P 14 P     |
| 09    | Erik Janssen        | FIN  | 15,48     | 1. POL 2. FIN 3. FRG | 43 P 22 P 14 P     |
| 10    | Esa Rinne           | FIN  | 15,44     | 1. POL 2. FIN 3. FRG | 43 P 22 P 14 P     |
| 11    | Michael Sauer       | FRG  | 15,26     | 1. POL 2. FIN 3. FRG | 43 P 22 P 14 P     |
| 12    | Bernhard Stierle    | FRG  | 15,21     | 1. POL 2. FIN 3. FRG | 43 P 22 P 14 P     |

### Kugelstoßen
| Platz | Athlet              | Land | Weite (m) | Länderkampfwertung   | Länderkampfwertung |
| ----- | ------------------- | ---- | --------- | -------------------- | ------------------ |
| 01    | Reijo Ståhlberg     | FIN  | 19,94     | 1. FRG 2. FIN 3. POL | 36 P 33 P 10 P     |
| 02    | Ferdinand Schladen  | FRG  | 18,94     | 1. FRG 2. FIN 3. POL | 36 P 33 P 10 P     |
| 03    | Gerhard Steines     | FRG  | 18,67     | 1. FRG 2. FIN 3. POL | 36 P 33 P 10 P     |
| 04    | Josef Forst         | FRG  | 18,32     | 1. FRG 2. FIN 3. POL | 36 P 33 P 10 P     |
| 05    | Jussi Jouppila      | FIN  | 18,16     | 1. FRG 2. FIN 3. POL | 36 P 33 P 10 P     |
| 06    | Tapio Rauhala       | FIN  | 17,86     | 1. FRG 2. FIN 3. POL | 36 P 33 P 10 P     |
| 07    | Henning Maßholder   | FRG  | 17,76     | 1. FRG 2. FIN 3. POL | 36 P 33 P 10 P     |
| 08    | Eero Jouppila       | FIN  | 17,61     | 1. FRG 2. FIN 3. POL | 36 P 33 P 10 P     |
| 09    | Wincenty Dybalski   | POL  | 17,16     | 1. FRG 2. FIN 3. POL | 36 P 33 P 10 P     |
| 10    | Michał Gruszczynski | POL  | 16,99     | 1. FRG 2. FIN 3. POL | 36 P 33 P 10 P     |
| 11    | Stanisław Wołodko   | POL  | 16,66     | 1. FRG 2. FIN 3. POL | 36 P 33 P 10 P     |
| 12    | Zbigniew Gryżboń    | POL  | 15,99     | 1. FRG 2. FIN 3. POL | 36 P 33 P 10 P     |

### Diskuswurf
| Platz | Athlet               | Land | Weite (m) | Länderkampfwertung   | Länderkampfwertung |
| ----- | -------------------- | ---- | --------- | -------------------- | ------------------ |
| 01    | Markku Tuokko        | FIN  | 64,40     | 1. FIN 2. FRG 3. POL | 32 P 26 P 21 P     |
| 02    | Pentti Kahma         | FIN  | 64,08     | 1. FIN 2. FRG 3. POL | 32 P 26 P 21 P     |
| 03    | Hein-Direck Neu      | FRG  | 62,12     | 1. FIN 2. FRG 3. POL | 32 P 26 P 21 P     |
| 04    | Klaus-Peter Hennig   | FRG  | 61,66     | 1. FIN 2. FRG 3. POL | 32 P 26 P 21 P     |
| 05    | Stanisław Wołodko    | POL  | 61,48     | 1. FIN 2. FRG 3. POL | 32 P 26 P 21 P     |
| 06    | Juhani Tuomola       | FIN  | 61,34     | 1. FIN 2. FRG 3. POL | 32 P 26 P 21 P     |
| 07    | Zbigniew Gryżboń     | POL  | 59,94     | 1. FIN 2. FRG 3. POL | 32 P 26 P 21 P     |
| 08    | Lech Gaidzinski      | POL  | 59,48     | 1. FIN 2. FRG 3. POL | 32 P 26 P 21 P     |
| 09    | Karl-Heinz Steinmetz | FRG  | 57,54     | 1. FIN 2. FRG 3. POL | 32 P 26 P 21 P     |
| 10    | Alwin Wagner         | FRG  | 56,12     | 1. FIN 2. FRG 3. POL | 32 P 26 P 21 P     |
| 11    | Miron Andrzelewski   | POL  | 54,16     | 1. FIN 2. FRG 3. POL | 32 P 26 P 21 P     |
| 12    | Matti Kemppainen     | FIN  | 53,94     | 1. FIN 2. FRG 3. POL | 32 P 26 P 21 P     |

### Hammerwurf
| Platz | Athlet                | Land | Weite (m) | Länderkampfwertung   | Länderkampfwertung |
| ----- | --------------------- | ---- | --------- | -------------------- | ------------------ |
| 01    | Edwin Klein           | FRG  | 71,40     | 1. FRG 2. POL 3. FIN | 41 P 20 P 18 P     |
| 02    | Manfred Hüning        | FRG  | 70,32     | 1. FRG 2. POL 3. FIN | 41 P 20 P 18 P     |
| 03    | Uwe Beyer             | FRG  | 70,14     | 1. FRG 2. POL 3. FIN | 41 P 20 P 18 P     |
| 04    | Szymon Jagliński      | POL  | 68,12     | 1. FRG 2. POL 3. FIN | 41 P 20 P 18 P     |
| 05    | Harri Huhtala         | FIN  | 67,46     | 1. FRG 2. POL 3. FIN | 41 P 20 P 18 P     |
| 06    | Karl-Hans Riehm       | FRG  | 66,34     | 1. FRG 2. POL 3. FIN | 41 P 20 P 18 P     |
| 07    | Janusz Rys            | POL  | 65,96     | 1. FRG 2. POL 3. FIN | 41 P 20 P 18 P     |
| 08    | Matti Järvensivu      | FIN  | 64,94     | 1. FRG 2. POL 3. FIN | 41 P 20 P 18 P     |
| 09    | Florian Kulczynski    | POL  | 64,64     | 1. FRG 2. POL 3. FIN | 41 P 20 P 18 P     |
| 10    | Hannu Polvi           | FIN  | 64,58     | 1. FRG 2. POL 3. FIN | 41 P 20 P 18 P     |
| 11    | Hannu Vuorela         | FIN  | 63,94     | 1. FRG 2. POL 3. FIN | 41 P 20 P 18 P     |
| 12    | Stanisław Lubiejewski | POL  | 63,92     | 1. FRG 2. POL 3. FIN | 41 P 20 P 18 P     |

### Speerwurf
Polen stellte nur drei Werfer
| Platz | Athlet            | Land | Weite (m) | Länderkampfwertung   | Länderkampfwertung |
| ----- | ----------------- | ---- | --------- | -------------------- | ------------------ |
| 1     | Hannu Siitonen    | FIN  | 86,74     | 1. FIN 2. FRG 3. POL | 43 P 20 P 15 P     |
| 02    | Seppo Hovinen     | FIN  | 84,48     | 1. FIN 2. FRG 3. POL | 43 P 20 P 15 P     |
| 03    | Aimo Aho          | FIN  | 82,08     | 1. FIN 2. FRG 3. POL | 43 P 20 P 15 P     |
| 04    | Pekka Lappalainen | FIN  | 81,04     | 1. FIN 2. FRG 3. POL | 43 P 20 P 15 P     |
| 05    | Klaus Wolfermann  | FRG  | 78,44     | 1. FIN 2. FRG 3. POL | 43 P 20 P 15 P     |
| 06    | Jacek Damszel     | POL  | 77,56     | 1. FIN 2. FRG 3. POL | 43 P 20 P 15 P     |
| 07    | Bernard Werner    | POL  | 76,88     | 1. FIN 2. FRG 3. POL | 43 P 20 P 15 P     |
| 08    | Michael Wessing   | FRG  | 75,98     | 1. FIN 2. FRG 3. POL | 43 P 20 P 15 P     |
| 09    | Elmar Tappe       | FRG  | 74,44     | 1. FIN 2. FRG 3. POL | 43 P 20 P 15 P     |
| 10    | Jörg Hein         | FRG  | 72,58     | 1. FIN 2. FRG 3. POL | 43 P 20 P 15 P     |
| 11    | Wieslaw Sieranski | POL  | 71,52     | 1. FIN 2. FRG 3. POL | 43 P 20 P 15 P     |